# Ajustament postglacial

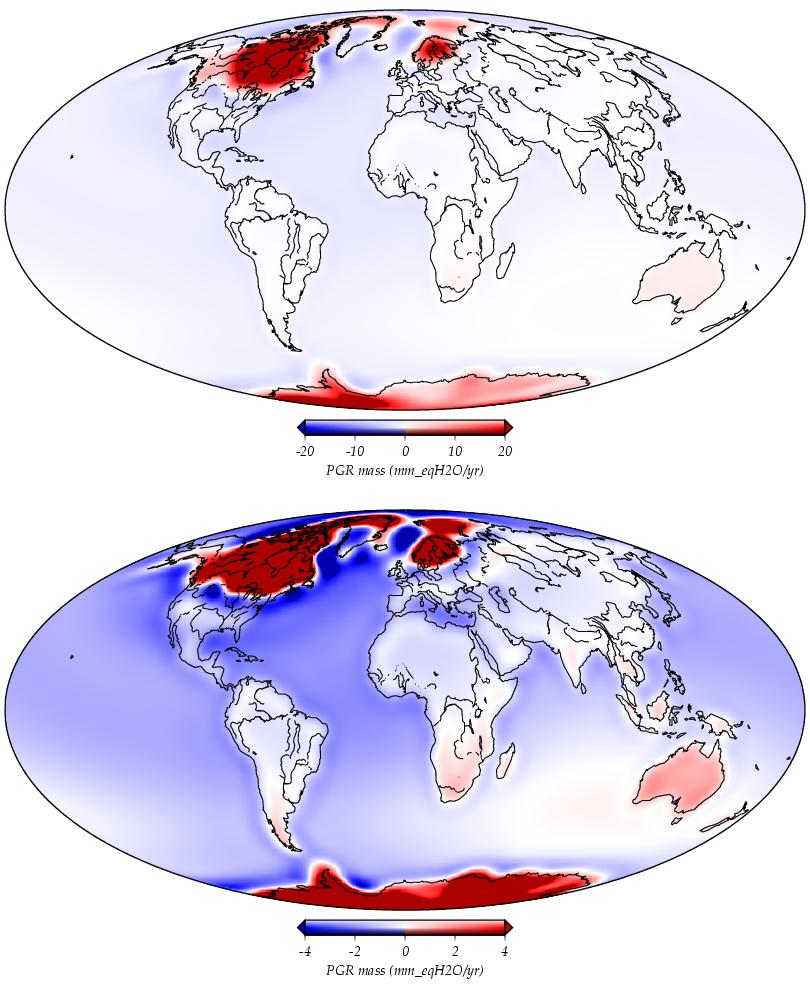
Model d'ajustament post-glacial: les zones en vermell estan augmentant a causa de l'eliminació de les capes de gel, mentre que les zones blaves estan disminuint a causa de la reomplerta de les conques oceàniques, un cop les capes de gel s'han fos.

L'ajustament postglacial (o ajustament isostàtic) és l'elevació de masses terrestres que havien estat pressionades per l'enorme pes dels casquets glacials durant l'últim període glacial, per mitjà d'un procés conegut com a depressió isostàtica. Afecta el nord d'Europa, Sibèria, el Canadà i la regió dels Grans Llacs.
En acabar l'últim període glacial fa uns 11.000 anys, la majoria del nord d'Europa i Amèrica del Nord estava coberta de capes de glaç de fins a tres quilòmetres de gruix. L'enorme pes d'aquest glaç feu que l'escorça s'enfonsés en el mantell. En acabar l'edat glacial, quan les glaceres retrocediren, l'eliminació d'aquest pes comportà una ràpida elevació de l'escorça a causa de l'empenyiment aerostàtic del material de l'escorça. A causa de l'extrema viscositat del mantell, caldran molts milers d'anys perquè la terra assoleixi un equilibri hidroestàtic.
Uns estudis han demostrat que l'elevació ha tingut lloc en dues fases distintes. L'elevació inicial fou ràpida, a uns 7,5 cm/any. Aquesta fase durà uns dos mil anys, i es desenvolupà a mesura que el glaç desapareixia. Una vegada completa la desglaciació, el ritme s'alentí a 2,5 cm/any, i s'alentí exponencialment a partir d'aleshores. Avui, el ritme d'elevació sol ser d'1 cm/any o menys, i les investigacions suggereixen que l'ajustament durarà uns deu mil anys més. L'elevació total des de la fi de l'edat de glaç serà de gairebé 400 m.

## Efectes
L'ajustament glacial ha causat molts canvis significants a les línies costaneres i els paisatges durant els últims milers d'anys, i els seus efectes encara són significants. A Suècia, el llac Mälaren fou una part del mar Bàltic, però l'elevació del terreny acabà per separar-lo i es convertí en un llac d'aigua dolça al segle xii. Les closques d'animals marins trobades a sediments del Llac Ontario indiquen un esdeveniment similar en temps prehistòrics. A altres ports nòrdics, com ara Tornio o Pori, s'ha hagut de modificar la situació del port diverses vegades al llarg dels últims segles.
A Gran Bretanya, la glaciació afectà Escòcia però no el sud d'Anglaterra, i l'ajustament postglacial del nord de Gran Bretanya causa un enfonsament compensatori de la part meridional de l'illa. Això comporta un risc més gran d'inundacions, especialment a les zones que envolten el curs inferior del Tàmesi. Juntament amb l'augment del nivell del mar causat per l'escalfament global, aquest enfonsament postglacial del sud d'Anglaterra podria comprometre l'efectivitat de la Thames Barrier, la defensa anti-inundacions més important de Londres, després del 2030.
Els Grans Llacs d'Amèrica del Nord es troben aproximadament al límit entre el terreny que s'eleva i el que s'enfonsa. El Llac Superior formà part en el passat d'un llac molt més gran, juntament amb el Llac Michigan i el Llac Huron, però l'ajustament postglacial va provocar la separació dels tres llacs fa uns 2.100 anys. Avui en dia, el nivell de l'aigua puja a les ribes meridionals dels llacs i baixa a les septentrionals.
A Suècia, es poden veure alguns dels efectes més destacats a l'illa d'Öland que té poc relleu a causa de la presència de la molt plana Stora Alvaret. La terra que s'eleva ha fet que el poblat de l'edat de ferro quedi més lluny del mar Bàltic, de manera que avui en dia queden molt allunyats de la costa.
En general, l'ajustament postglacial tendia a fer la Terra més esfèrica al llarg del temps. Però aquest efecte ha estat invertit per altres factors com ara moviments a gran escala d'aigua oceànica causats per ‘'El Niño i altres fenòmens similars.

## Història de l'exploració
Abans del segle xviii, a Suècia es pensava que el nivell del mar estava baixant. Seguint la iniciativa d'Anders Celsius, es feu una sèrie de marques a les roques de diferents llocs de la costa sueca. El 1765 es va concloure que no era el nivell del mar que baixava sinó el terreny que s'elevava de manera desigual. El 1865, Thomas Jamieson proposà la teoria que l'elevació del terreny està relacionada amb l'edat glacial que s'havia descobert el 1837. La teoria fou acceptada després d'investigacions de Gerard de Geer sobre les antigues línies costaneres d'Escandinàvia, publicades el 1890.

## Estat jurídic
En àrees en què l'elevació del terreny és visible, cal definir els límits exactes de la propietat. A Finlàndia, el nou terreny pertany legalment al propietari de la zona aquàtica i no a cap propietari d'una zona de terra.